# 挪威—歐盟關係
挪威並非歐盟成員，但是由於地理區位十分相近，所以是由歐洲經濟區成為合作關係，同時也以歐洲自由貿易聯盟保持和其他非歐盟的歐洲國家之友好關係。

## 貿易
和挪威的貿易佔據歐盟和挪威的主導地位，挪威是為歐盟的第四重要的貿易夥伴，在2008年挪威與歐盟的貿易總額高達918.5億歐元，主要是能源供應（僅14.1%用於工業產出），歐盟對挪威的報告指出約435.8億歐元，是用於工業產出的。

## 歐洲經濟區
歐洲經濟區容許挪威加入歐洲單一市場，前提是挪威必須接受歐盟關於市場的大部分立法關係，事實上挪威簽署過申根條約而成為申根區的一環，也享有聯盟中部分參予的權利（甚至包含了投票權），同時可以參加聯盟支配下的機構（例如前面所提的歐洲經濟區），以及聯盟之中的倡議權。 這同時也包含了歐洲防衛機關、NBG(歐洲聯合作戰部隊的一支，以瑞典、芬蘭、愛沙尼亞和愛爾蘭組成)、歐盟邊境保安總署、歐洲刑警組織以及EMCDDA(歐盟的下轄組織專司毒品防制)，挪威雖然已經具備多個歐盟下屬組織的資格，但是已經表明不再追求成為歐盟的全權會員國。

## 歷史
1963年挪威和英國申請歐洲經濟共同體，而法國回絕英國的請求，入盟談判的國家一共有挪威、丹麥、愛爾蘭和英國而均遭受停止，而這種情況發生兩次。
挪威在1972年7月22日完成加入歐洲經濟共同體的談判過程，而先前所提及的幾個國家比挪威還早就加入了，當時政府也決定把這些問題付諸公民投票，並於九月24、25投票。 结果53.5%投票反對加入歐洲共同體，46.5%贊成加入。
在特里格弗·布拉特利領導之下的挪威工黨所組成的政府因此下台，爾後由拉爾斯·科瓦爾領導的聯合政府所接替政權。因應公投結果，挪威與歐共體簽訂貿易協定，這份貿易協定直到1994年一月1日挪威加入歐洲經濟區前都充分的發揮效力。
挪威於1994年11月28日再次展開加入歐洲聯盟的公投，投票結果：投票率高達88.6%，以52.2%反對、47.8%贊成，差距與上次公投相比微幅縮小，但仍維持相同結果。目前並未再有相關提案計畫。
挪威曾是西歐聯盟的準成員國，直到該組織於2011年解散。
2009年，挪威決定加入多項歐洲聯盟的相關計畫（例如：申根條約、歐洲刑警組織、歐洲毒品防制中心、歐洲聯合部隊、歐洲共同防禦政策歐盟作戰部隊等），並由於其與歐洲經濟區協議相關連的總體金融貢獻包含上述計畫，且包含解決歐盟內部社會經濟不平等的計畫（EEA and Norway Grants），其參與程度已不亞於歐盟成員國。挪威於歐洲經濟區與歐洲自由貿易聯盟之相關計畫總預算，總共貢獻了2.4%。

## 入盟辯論
由於涉及問題層面太廣，這種問題通常需要各個政黨就解決各議題採取各式不同的方法，挪威中央黨主張盡可能的參予但反對成為會員，挪威保守黨和挪威工黨贊成加入會員，他們贊成各個相關議題，很顯然的挪威自由黨在1972年主張把議題分開討論但在1989年終歸失敗。
與歐盟的會員關係在挪威的政治圈中被傳統的左右兩派拉鋸著，在工黨1997年喪失政權後，主張入盟的政黨就越來越少了，而每當有入盟的相關議題往往使政府更趨於分裂(尤其是工黨和保守黨)，幾乎沒有政黨可以在此議題占多大的便宜。
在此議題保持不同意的通常以農村和地方勢力就為多數，儘管一般的狀況下都市的實力能掌握政權。
一般來說能掌握政治力量和操控選舉就能保有其立場，有的政黨反對和歐盟建立關係，是因為反對保守黨的政經政策只關注到全歐洲，基於此反對的論調而批判為乎是挪威的既有文化，而其他反對的政黨則是主張捍衛挪威主權。
反對者有感於反對的中央黨在1994年把自己政策限縮住，因此為了保持政黨政治，多數政黨對於此議題盡量避免這方面的議題。

### 政黨主張
一般而言支持入盟的政黨多半是保持中立路線，從結果來觀察，大多數的政府儘管避免談論此議題，但是通常都在支持與否的入盟選舉分出勝負，避免關於歐盟的新主張出現，反歐盟的政黨通常會採取"自殺手段"(suicide paragraph)，意味著如果有政黨想對歐盟議題提出新主張，整個政府都會竭盡全力反對，這種手段的源自於當初右翼的謝爾·馬格納·邦德維克聯合政府，以及左翼工黨延斯·斯托爾滕貝格的聯合政府的政黨鬥爭，2009年兩個贊成歐盟的政黨(尤其是工黨和保守黨)逐漸得到多數支持。
在此摘錄幾個政黨在此議題的態度：
| 陣營               | 政黨 | 態度                                    | 備註 |
| ------------------ | ---- | --------------------------------------- | ---- |
| 挪威工黨           | 是   | "整合；影響歐盟的決策"                  |      |
| 挪威社會主義左翼黨 | 否   | "缺乏民主，更缺乏自由貿易"              |      |
| 挪威中央黨         | 否   | "歐盟不會改善經濟， 更不會強化民主體制" |      |
| 挪威進步黨         | ?    | 順其自然等待改革的結果                  |      |
| 挪威保守黨         | 是   | "和平，穩定，團結;影響 "                |      |
| 基督教民主黨       | 否   | "歐洲經濟區就足矣"                      |      |
| 挪威自由黨         | ?    | 期待改革的結果 "沒有為了入盟的時間"     |      |

### 公民投票民調
| 時間    | 程序     | 贊成  | 反對  |
| ------- | -------- | ----- | ----- |
| 2003-09 | Sentio   | 37%   | 38%   |
| 2005-06 | Sentio   | 36%   | 51%   |
| 2006-05 | Respons  | 45%   | 55%   |
| 2006-09 | Respons  | 45%   | 55%   |
| 2006-11 | Respons  | 41%   | 59%   |
| 2007-04 | Respons  | 45%   | 55%   |
| 2007-11 | Respons  | 42%   | 58%   |
| 2008-05 | Respons  | 40%   | 60%   |
| 2008-12 | Sentio   | 37.5% | 50.7% |
| 2009-01 | Sentio   | 32.5% | 52.8% |
| 2009-02 | Sentio   | 35.1% | 54.7% |
| 2009-03 | Sentio   | 33%   | 54.9% |
| 2009-04 | Sentio   | 34.9% | 53.3% |
| 2009-05 | Respons  | 42%   | 58%   |
| 2009-05 | Norstat  | 38.6% | 49%   |
| 2009-06 | Norstat  | 40.6% | 50.3% |
| 2009-09 | Sentio   | 35%   | 52.2% |
| 2009-10 | Sentio   | 41.4% | 45.6% |
| 2009-11 | Sentio   | 42%   | 58%   |
| 2010-02 | Sentio   | 33%   | 53.4% |
| 2010-04 | Sentio   | 36.3% | 50.1% |
| 2010-05 | Norstat  | 32.3% | 55%   |
| 2010-05 | Sentio   | 30.3% | 56.9% |
| 2010-05 | Respons  | 26%   | 62%   |
| 2010-07 | Sentio   | 25.3% | 66.1% |
| 2010-07 | Norstat  | 25%   | 66%   |
| 2010-08 | Sentio   | 26%   | 62%   |
| 2010-09 | Sentio   | 24.9% | 64.9% |
| 2011-01 | Sentio   | 22.5% | 65.9% |
| 2011-05 | Response | 29%   | 71%   |
| 2011-07 | Sentio   | 17.1% | 73.4% |
| 2011-07 | Sentio   | 20.1% | 68.8% |
| 2011-10 | Sentio   | 18.6% | 70.8% |
| 2011-10 | Synovate | 12%   | 72%   |
| 2012-07 | Sentio   | 17.2% | 74.8% |
| 2013-01 | Sentio   | 18.7% | 70.8% |
| 2014-08 | Sentio   | 17.8% | 70.5% |

## 外部連結

### 挪威政府
- Mission of Norway to the EU （页面存档备份，存于） （英文）

### 非政府組織會員間相關議題
- www.jasiden.no– The European Movement in Norway （挪威文）
- www.europeiskungdom.no （页面存档备份，存于）– European Youth in Norway （挪威文）
- www.neitileu.no （页面存档备份，存于）– The eurosceptics （挪威文）
- www.umeu.no （页面存档备份，存于）– Youth against the EU （挪威文）